# 科爾·帕爾默
高爾·謝美·彭馬（英語：Cole Jermaine Palmer，2002年5月6日—）是一名英格蘭職業足球員，司職中場或前鋒，現時效力英超球隊車路士，並代表英格蘭參加國際比賽。

## 球會生涯

### 曼城
彭馬出生於曼徹斯特。他在2010年加入當地球會曼城的青訓學院，並曾在2019–20賽季擔任球會U18梯隊隊長。
2020年9月30日，彭馬在曼城對陣般尼的第四圈聯賽盃賽事中上演生涯地標戰，協助球隊作客以3–0擊敗對手晉級。
2021年9月21日，彭馬在對陣韋甘比的聯賽盃賽事中射入職業生涯首個入球，協助球隊以6–1大勝。同年10月16日，彭馬於對陣般尼的英超賽事末段後備上陣，他在同日晚上為曼城U23在對陣李斯特城的英超2賽事中上演帽子戲法。三日後，他在對陣布魯日的歐聯小組賽中射入他的首個歐聯入球。彭馬在此賽季隨隊奪得三冠王殊榮，其中包括曼城隊史首個歐洲聯賽冠軍盃冠軍。他在歐聯決賽中位列後備席，但並未上陣。
2023年8月6日，他在2023年英格蘭社區盾的下半場後備入替後協助球隊打開紀錄，但阿仙奴在補時階段入球追和，並在互射十二碼階段勝出。同月16日，曼城在歐洲超級盃對陣西維爾，曼城在比賽上半場因的入球而以0–1落後，彭馬在下半場為球隊射入追和一球，及後兩隊均再沒有進帳，令比賽進入互射十二碼階段，而曼城最終在這階段以5–4擊敗對手奪冠。
在2024年1月的一次採訪中，彭馬表示他離開曼城是因為球隊不願讓他外借離隊，只給予他留隊等待機會或永久轉會的選擇。因此，他為了尋求穩定的上陣時間，而選擇轉會到車路士。

### 車路士

#### 2023–24
2023年9月1日，英超球會車路士宣布簽入彭馬，合約為期七年，另設續約一年的選項，基本轉會費據報為4000萬英鎊，另加250萬鎊獎金。翌日，他在對陣諾定咸森林的1–0主場敗仗中上演地標戰，在比賽第62分鐘後備入替賓·捷維爾。同年10月7日，他在對陣般尼的比賽中射入十二碼，並助攻予尼高拉斯·積遜，令車路士以4–1作客擊敗對手。他在對陣熱刺的4–1作客勝仗中再次射入十二碼，協助車路士扳平，並在補時階段再次助攻予尼高拉斯·積遜，協助他完成帽子戲法。六日後，他在對陣前東家曼城的英超比賽的補時階段射入十二碼，協助車路士以4–4驚險逼和對手。同年12月5日，彭馬在對陣曼聯的2–1作客敗仗中首次為車路士射入非十二碼入球。在車路士於2023年的最後一場比賽中，彭馬首次在正式比賽中梅開二度，並助攻予諾尼·馬杜基，協助球隊以3–2作客擊敗盧頓。他在對陣盧頓的比賽後已累積雙位數的入球貢獻，成為第五位21歲以下的車路士球員達到此里程碑。他在2023年12月共射入四球，並交出兩個助攻，因而獲提名英超每月最佳球員，而他在盧頓的第二個入球亦獲提名該月的最佳入球。
2024年1月23日，他在對陣米杜士煲的聯賽盃四強賽事中再次梅開二度，協助球隊以6–1大勝。同年4月4日，他在車路士於主场以4–3反勝曼联的英超比賽中完成职业生涯首个帽子戏法，包括在补时阶段射入的两个进球。帕尔默因此成为英超历史上第200位上演帽子戏法的球员，亦是第三年轻在對陣曼联的英超比賽中上演帽子戲法的球員。他在季後憑着在這場比賽中的表現獲選為當季的英超關鍵先生。
2024年4月15日，彭馬在主場對陣愛華頓的聯賽中上演大四喜，成為英超史上第31位完成大四喜的球員，協助球隊以6–0大勝。他在比賽第13分鐘以左腳入球為球隊打開紀錄，並在五分鐘後在龍門前頂入空門，為球隊拉開比數至2–0。他在比賽第29分鐘以一記右腳遠射完成「完美帽子戲法」，彭馬因而成為英超史上最快完成「完美帽子戲法」的球員，亦是球會史上首位在英超比賽的上半場完成帽子戲法的球員。彭馬成為車路士歷史上首位在連續七場英超主場比賽入球的球員，此前的紀錄是由古莊臣和杜奧巴分別於2002年和2007年達成的在連續六場史丹福橋球場英超比賽中入球。他亦成為球會史上首位在單一英超賽季中為車路士完成兩次帽子戲法的球員。他在比賽中的首個入球獲選為4月最佳入球。彭馬在同月亦被選為最佳球員，令他成為球會首個同時贏得月度最佳球員和最佳入球的球員。
2024年5月5日，彭馬在車路士於主場以5–0大勝韋斯咸的比賽中入球，令他成為英超歷史上第三位單季入球和助攻總數超過30球的21歲以下球員。
彭馬以共27個入球和15個助攻結束他在車路士的首個賽季。他在隊內獲選為車路士球員先生和車路士年度最佳球員。他同時獲選為英超賽季最佳年轻球員和PFA年度最佳青年球員，並獲提名英超賽季最佳球員。

#### 2024–25
在2024–25賽季開始前，彭馬與車路士達成協議，續約至2033年6月。2024年8月25日，彭馬在對陣狼隊的作客中射入他本賽季的首個入球，並在下半場中三次助攻予諾尼·馬度亞基，協助其上演帽子戲法。
2024年9月28日，對陣白禮頓的英超賽事，他在上半場的第21至41分鐘射入四球協助球隊反勝4–2，成為英超史上第一位在上半場上演「大四喜」的球員。他在該月獲選為月度最佳球員。
2024年12月8日，彭馬在對陣熱刺的倫敦打吡中射入十二碼，他以12射12中的紀錄成為英超史上射入最多12碼而從未射失的球員。
2025年5月28日，彭馬在車路士對陣貝迪斯的歐協聯決賽中交出兩個助攻，協助球隊反勝4–1奪冠。他在賽後獲選為決賽最佳球員。
2025年7月13日，彭馬在世界冠軍球會盃決賽中兩射一助攻，幫助車路士3比0擊敗巴黎圣日耳曼，個人獲得金球獎。

## 國家隊生涯
彭馬曾在2019年U17歐洲國家盃中代表英格蘭U17。
2021年8月27日，他首次被英格蘭U21徵召，參與2023年U21歐洲國家盃外圍賽賽事，他在首次代表此梯隊即入球，協助球隊以2–0擊敗科索沃。
2023年6月14日，彭馬入選英格蘭參與2023年U21歐洲國家盃的決選名單，並隨隊奪冠，
2023年11月13日，彭馬首次獲英格蘭成年隊徵召，並在4日後對陣馬耳他的2024年歐洲國家盃外圍賽上演國家隊地標戰，於比賽第61分鐘後備入替，英格蘭最終以2–0勝出。
2024年5月，彭馬入選英格蘭出戰2024年歐洲足球錦標賽的33人初選名單。同年6月3日，彭馬在對陣波斯尼亞和黑塞哥維那的熱身賽射入他的首個國家隊入球。他於比賽第60分鐘射入十二碼，協助球隊打開紀錄，英格蘭最終以3–0擊敗對手。同年6月6日，他入選英格蘭的歐洲國家盃最終陣容。同月25日，英格蘭於歐洲國家盃小組賽最終場對陣斯洛文尼亞的比賽中，彭馬在比賽中後備入替布卡约·薩卡，首次在賽事中上陣。八強賽中，英格蘭在法定時間和加時後與瑞士1–1握手言和，隨後進入點球大戰，彭馬主罰第一球並成功射入，球隊最後以5–3獲勝並晉級四強。在對陣荷蘭的四強比賽中，替補上陣的帕爾默於第90分鐘助攻予奧利·沃特金斯射門，讓球隊以2–1帶走勝利，並令英格蘭連續兩屆晉身歐洲國家盃決賽。7月14日，英格蘭在歐國盃決賽對陣西班牙，第70分鐘後備上場的彭馬在上陣3分鐘後接獲的傳球，於禁區外遠射進球追平戰局，但球隊最終以1-2落敗，僅得亞軍。
2024年10月8日，彭馬獲選為英格蘭年度球員。

## 個人生活
彭馬的父親是聖基茨和尼維斯裔，因此在他的球鞋上印有該國的國旗。

## 生涯統計
最後更新：2024年5月19日
| 效力球會 | 球季     | 聯賽     | 聯賽 | 聯賽 | 國家盃賽 | 國家盃賽 | 聯賽盃賽 | 聯賽盃賽 | 洲際賽事 | 洲際賽事 | 其他 | 其他 | 總計 | 總計 |
| 效力球會 | 球季     | 聯賽     | 上陣 | 入球 | 上陣     | 入球     | 上陣     | 入球     | 上陣     | 入球     | 上陣 | 入球 | 上陣 | 入球 |
| -------- | -------- | -------- | ---- | ---- | -------- | -------- | -------- | -------- | -------- | -------- | ---- | ---- | ---- | ---- |
| 曼城U21  | 2019–20  | —        | —    | —    | —        | —        | —        | —        | —        | —        | 2    | 0    | 2    | 0    |
| 曼城U21  | 2021–22  | —        | —    | —    | —        | —        | —        | —        | —        | —        | 1    | 1    | 1    | 1    |
| 曼城U21  | 合計     | —        | —    | —    | —        | —        | —        | —        | —        | —        | 3    | 1    | 3    | 1    |
| 曼城     | 2020–21  | 英超     | 0    | 0    | 0        | 0        | 1        | 0        | 1        | 0        | —    | —    | 2    | 0    |
| 曼城     | 2021–22  | 英超     | 4    | 0    | 1        | 1        | 2        | 1        | 3        | 1        | 1    | 0    | 11   | 3    |
| 曼城     | 2022–23  | 英超     | 14   | 0    | 4        | 1        | 3        | 0        | 4        | 0        | 0    | 0    | 25   | 1    |
| 曼城     | 2023–24  | 英超     | 1    | 0    | —        | —        | —        | —        | —        | —        | 2    | 2    | 3    | 2    |
| 曼城     | 合計     | 合計     | 19   | 0    | 5        | 2        | 6        | 1        | 8        | 1        | 3    | 2    | 41   | 6    |
| 車路士   | 2023–24  | 英超     | 33   | 22   | 6        | 1        | 6        | 2        | —        | —        | —    | —    | 45   | 25   |
| 車路士   | 2024–25  | 英超     | 37   | 15   | 1        | 0        | 0        | 0        | 8        | 0        | 0    | 0    | 46   | 15   |
| 車路士   | 合計     | 合計     | 70   | 37   | 7        | 1        | 6        | 2        | 8        | 0        | 0    | 0    | 91   | 40   |
| 生涯合計 | 生涯合計 | 生涯合計 | 89   | 37   | 12       | 3        | 12       | 3        | 16       | 1        | 6    | 3    | 135  | 47   |

1. 1 2  於英格蘭足球聯賽錦標賽上陣。
2. 1 2 3  於歐冠賽事上陣。
3. ↑  於英格蘭社區盾上陣。
4. ↑  其中一場社區盾，一場歐洲超級盃
5. ↑  其中一個社區盾入球，一個歐洲超級盃入球
6. ↑  於歐協聯賽事上陣。

### 國家隊
最後更新：2024年10月13日
| 國家隊 | 年份 | 上陣 | 入球 |
| ------ | ---- | ---- | ---- |
| 英格蘭 | 2023 | 2    | 0    |
| 英格蘭 | 2024 | 9    | 2    |
| 總計   | 總計 | 11   | 2    |

| # | 日期          | 地點                         | 對手   | 進球後比分 | 賽果 | 賽事                 |
| - | ------------- | ---------------------------- | ------ | ---------- | ---- | -------------------- |
| 1 | 2024年6月3日  | 英格兰泰恩河畔紐卡斯爾聖占士公園球場 |        | 1–0        | 3–0  | 友誼賽               |
| 2 | 2024年7月14日 | 德国柏林奧林匹克體育場       | 西班牙 | 1–1        | 1–2  | 2024年歐洲國家盃決賽 |

所有比數左側代表英格蘭，入球比數欄代表彭馬入球後場上的比數

## 榮譽

### 俱乐部
曼城
- 英格兰足球超级联赛冠軍：2022–23[66]
- 英格蘭足總盃冠軍：2022–23
- 欧洲冠军联赛冠軍：2022–23
- 歐洲超級盃冠軍：2023[67]

 切尔西
- 欧洲协会联赛冠軍：2024–25
- 國際足總俱樂部世界盃冠軍：2025[68]

### 國家隊
英格蘭U21
- 歐洲U-21足球錦標賽冠軍：2023年[69]

 英格蘭
- 歐洲國家盃亞軍：2024年[61]

### 個人
- 英格蘭年度球員：2023–24[62]
- 倫敦足球頒獎禮最佳男子青年球員：2024[70]
- 倫敦足球頒獎禮最佳英超球員：2025[71]
- 倫敦足球頒獎禮最佳入球：2025[71]
- 車路士年度最佳球員：2023–24[37]
- 車路士球員先生：2023–24[37]
- 英格兰足球超级联赛月度最佳球員 2024年4月[34]、2024年9月[42]
- 英格兰足球超级联赛月度最佳入球：2024年4月[35]、2024年8月[72]
- 英格兰足球超级联赛賽季最佳年轻球员：2023–24[73]
- 英格兰足球超级联赛球季關鍵先生：2023–24[26]
- PFA球迷票選年度最佳球員：2023–24[74]
- PFA年度最佳青年球員：2023–24[75]
- 歐洲協會聯賽賽季最佳陣容：2024–25[76]
- 世界冠軍球會盃金球獎：2025[77]